# 産交タクシー
産交タクシー株式会社（さんこうタクシー）とは、熊本県熊本市中央区に本社があったタクシー専業の会社である。
かつては九州産業交通の子会社であったが、2005年に同社の系列を離れ、同じく同市においてタクシー事業をおこなっていたミハナグループの子会社として運営されていた。
2021年4月1日にミハナグループ3社と熊本県内全域においてタクシー事業を中心に営む肥後交通グループ7社の計10社が対等合併した事によって、現在は「TaKuRoo（タクルー）」となり消滅した。

## 沿革
- 1963年1月 - 九州産業交通がタクシー事業を開始。熊本市内を中心に営業を展開する会社として「産交タクシー株式会社」を設立。
- 2005年3月 - 九州産業交通が経営不振により産業再生機構の傘下として同機構の支援を受けている中で、バス部門を中核事業とし、これに関連しない子会社は非中核事業とされたことから当社は売却事業の対象となり、同じく熊本市内においてタクシー事業を展開するミハナグループに譲渡。この日を以って九州産交グループから離れ、新体制の下で再スタートする。
- 2021年4月1日 - ミハナグループ3社（当社・ミハナタクシー・菊熊タクシー（旧：電鉄タクシー））と、肥後交通グループ7社（肥後タクシー・三和タクシー・安全タクシー・産交ポニータクシー（かつては当社の子会社だった）・人吉タクシー・一の宮タクシー・りんどうタクシー）の計10社が対等合併し、経営統合によって新会社「TaKuRoo（タクルー）」が発足[2][3]。新会社設立に伴い、法人としての産交タクシーを会社清算し、前日を以って営業終了。

## 備考
- かつて九州産交グループであった事から、離脱後においても熊本交通センターはもとより産交ビル（かつての産交本社ビル）横にも引き続き待機所を設け、常時待機していた。現在は施設が解体され、一帯は「SAKURA MACHI Kumamoto」となっているが、タクシー乗り場がビル2階に整備されているものの常時待機はしていなかった。
- また、九州産交グループのシンボルマークである社章ならびにロゴマークは、離脱後においても引き続き使用されていたことから、外見上は後年までも同グループ色が濃かった。